# El Campillo (Teruel)
El Campillo es una localidad española del municipio de Teruel, perteneciente a la provincia de Teruel, en la comunidad autónoma de Aragón.

## Historia
A mediados del siglo XIX, el lugar, por entonces con ayuntamiento propio, tenía contabilizada una población de 410 habitantes. La localidad aparece descrita en el quinto volumen del Diccionario geográfico-estadístico-histórico de España y sus posesiones de Ultramar de Pascual Madoz de la siguiente manera: 

CAMPILLO: l. con ayunt. de la prov., part. jud., adm. de rent. y dióc. de Teruel (2 leg.), aud. terr. y c. g. de Zaragoza (28): sit. en una gran llanura circundada de cerros y montañas de las cuales la mas elevada es la llamada del Cabello, goza de buena ventilacion y clima saludable; tiene sobre 100 casas ademas de la municipal, distribuidas en varias calles y plazas, una escuela de primeras letras dotada por reparto vecinal y una igl. parr. (San Sebastian) servida por un cura, 2 ecl., un sacristan y un dependiente; el curato es de entrada y de ordinaria provision; el cementerio ocupa un parage ventilado fuera de la pobl., y los vec. de esta se surten para beber de las aguas de una fuente que se halla á la puerta de una galería en una boca-mina que existe desde el tiempo de los árabes en la espresada montaña del Cabello cuya profundidad se ignora: para varios usos domésticos aprovechan las estancadas en una grande y profunda balsa contigua á las paredes de la igl. donde se recogen las aguas pluviales: el térm. confina con los de Teruel, Bezas, sierra de Albarracin, Villel, Villaston, Plubiales, Celia, Cande y r. Guadalaviar, abrazando una grande circunferencia: el terreno es secano y montuoso si se esceptua la llanura de que hemos hablado; aunque por los confines de su térm. le cruza el espresado r. Guadalaviar, no le produce beneficio alguno: contiene 500 yugadas de tierra que pertenecen á primera suerte; 1,380 á segunda y 1,000 á tercera: comprende varios montes de los cuales uno rebollar, que se corta de 8 en 8 años, es de los propios, y tiene mas de una hora de circunferencia; otra de pinar de 1/2 hora y sirve para elaborar carbon, y otros de sabinas y negrales que tambien son muy estensos, y surten de leña para el consumo; crian también yerbas de pasto para los ganados, y ademas tienen el derecho de pastar estos en el palio llamado del Rey D. Jaime, que será de unas 3 horas de circunferencia, y abunda en pinos de una corpulencia y elevacion estraordinaria. Los caminos son locales y se hallan en mal estado: el correo lo recibe de la adm. de Teruel por medio de peaton. prod.: trigo, cebada, avena, cria ganado lanar y cabrio y caza de perdices y conejos. ind.: la del carboneo que constituye tambien el comercio asi como la arrieria á que se dedican algunos vecinos. pobl.: 102 vecinos, 410 almas.
Historia. En 27 de marzo de 1281 se celebró la famosa liga del Campillo. Asentóse en ella entre los reyes D. Pedro de Aragón y D. Alonso XI y el Infante D. Sancho de Castilla: alianza ofensiva y defensiva de tal modo, que los que fuesen amigos de un reino lo fueran tambien del otro, y lo mismo sucediese con los enemigos sin escepcion alguna; y para dar mayor firmeza al convenio, impusieron la pena de 16,000 libras al primero que lo quebrantase. El aragones recibió entonces los pueblos de Palazuelos, Teresa, Jera y Ayora; y D. Manuel, hermano de D. Alonso, cuyas eran estas v., tuvo en recompensa la de Escalona. Ademas de este trato público, se acordó en secreto que los dos reyes acometiesen el reino de Navarra y se enseñoreasen de él; designándose la parte que á cada uno había de corresponder acabada la conquista. Para obligar mas al de Aragon, prometió y aseguró D. Sancho muy de veras, que en caso de fallecer su padre, le dejarla todo el reino de Navarra, á fin de que lo incorporase íntegro á su corona, y que le daria ademas en Castilla la v. de Requena con todos los l. de su jurisd. Tambien se estableció en esta v. que el rey de Castilla no emparentase con los franceses. En 9 de agosto de 1304, se juntaron en Campillo el rey de Portugal, D. Dionisio y los de Aragon y Castilla, y ratificaron el acuerdo arbitral de Calalayud, sobre los térm. de los dos últimos reinos por la parte de Murcia y Orihuela, sirviendo de lím. el r. Segura.
(Madoz, 1846, p. 354)

El municipio de Campillo desapareció en 1971, al ser incorporado junto con los de Castralvo, Aldehuela y Valdecebro al término municipal de Teruel.

## Demografía
| Gráfica de evolución demográfica de Campillo entre 1842 y 1970 |
| |
| Población de derecho según los censos de población del INE Población de hecho según los censos de población del INEEntre el censo de 1981 y el anterior, este municipio desaparece porque se integra en el municipio 44216 (Teruel) |

## Patrimonio
En la localidad hay una iglesia bajo la advocación de San Sebastián. Junto a ella hay una balsa, que se alimenta principalmente del agua de lluvia y que tiene una profundidad de alrededor de 18 m.[cita requerida]